# Platanus occidentalis

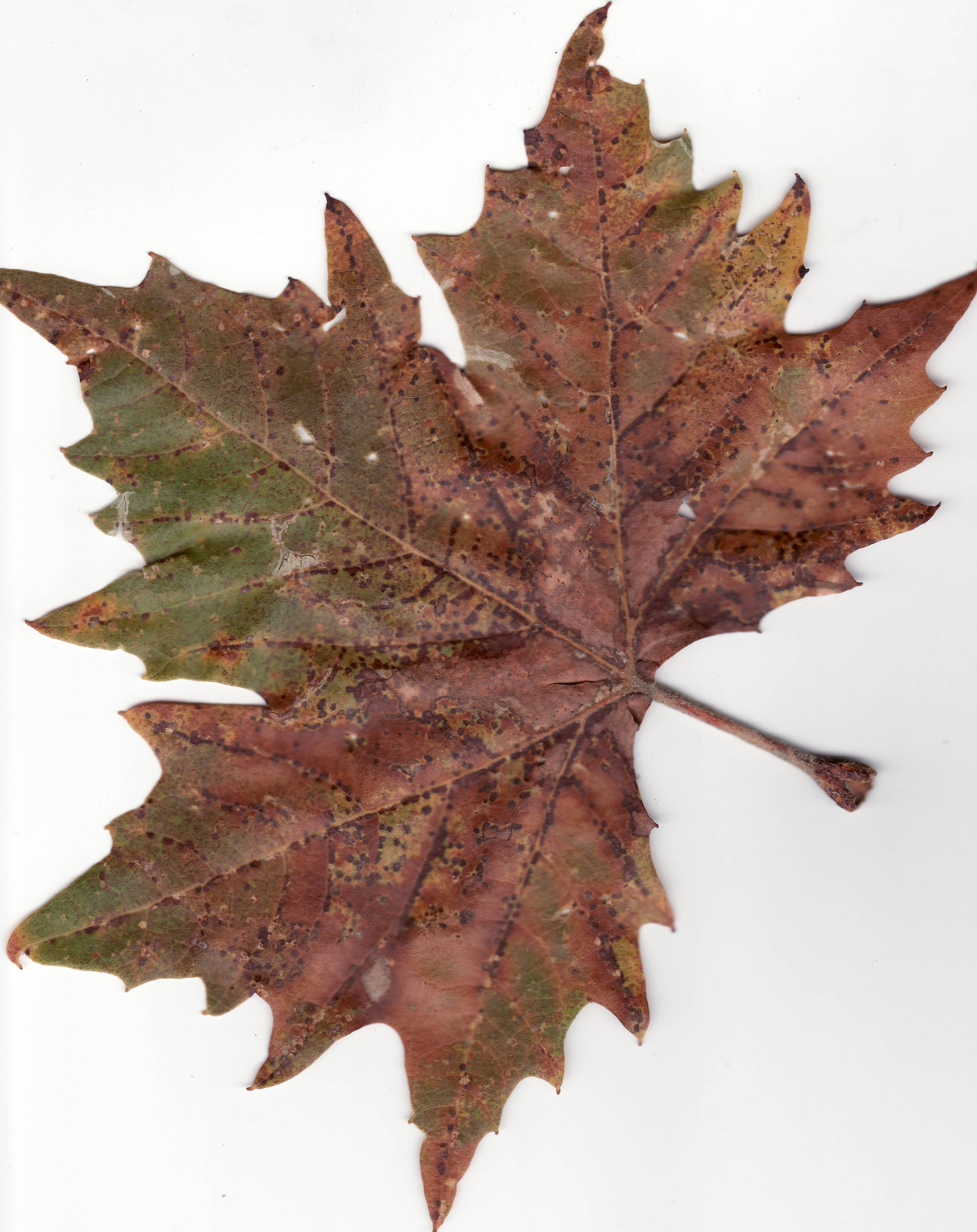
Detalle de la hoja en otoño.

Platanus occidentalis, plátano occidental, plátano de Virginia o sicomoro americano, es una de especies de Platanus nativa de Norteamérica.

## Descripción
Forma un profuso árbol, alcanzando de 30 a 40 m de altura. Prospera desde climas secos a húmedos. Iowa a Ontario y Maine en el norte, Nebraska en el oeste, sur de Texas a Florida. Spp. muy emparentadas (ver Platanus) aparecen en México y los estados del centro y este de EE. UU.

## Usos
A veces se cultiva para madera.

## Simbología
Véase simbología del plátano.

## Enfermedades
Es susceptible a la antracnosis (Apiognomonia veneta, en. Gnomonia platani), un hongo introducido naturalmente desde el Platanus orientalis, que ha desarrollado considerable resistencia a la enfermedad. Muy rara vez lo mata, pero sí lo desfolia apreciablemente, resultando en mermas de rendimiento de madera. Por eso el "plátano americano" difícilmente se planta; se usa el mucho más resistente Platanus x hispanica: el híbrido  de P. occidentalis x P. orientalis).

## Ecología
Es alimento del escarabajo Neochlamisus platani y de una variedad de Lepidoptera de varias familias.

## Taxonomía
Platanus occidentalis fue descrita por  Carlos Linneo y publicado en Species Plantarum 2: 999. 1753.
Sinonimia
- Platanus excelsa Salisb.
- Platanus integrifolia hort. ex C. Koch
- Platanus lobata Moench
- Platanus orientalis var. occidentalis (L.) Kuntze
- Platanus pyramidalis hort. ex Dippel[3]

var. palmeri (Kuntze) Nixon & J.M.Poole ex Geerinck
- Platanus densicoma Dode
- Platanus glabrata Fernald
- Platanus occidentalis var. glabrata (Fernald) Sarg.
- Platanus orientalis var. palmeri Kuntze.